# Hilde de Mildt
Joanna Rijnhilde (Hilde) de Mildt (Ede, 19 november 1959) is een Nederlandse (stem)actrice en stemregisseuse.
Hilde de Mildt studeerde aan de afdeling Kleinkunst van de Amsterdamse Hogeschool voor de Kunsten. Zij debuteerde in 1983 in de musical Fien van Ivo de Wijs, Joop Stokkermans en Jasperina de Jong. Vervolgens speelde zij in diverse producties, zoals Madame Arthur (1985/'86), Max Havelaar (1987) en Revue revue! (1992/'93) van Tekstpierement, Cabaret (1989), Sneeuwwitje en de zeven dwergen (1990) en Antarctica (1995).
Ook speelde zij kleine rollen in de films De avonden (1989) en De Johnsons (1992). Van 1993 tot 1997 was zij dagelijks op televisie te zien als Sylvia Merx in de serie Goede tijden, slechte tijden. In 2000 stond zij met oud-collega-actrice Chris Jolles weer op het toneel met het stuk De feestwinkel. In 2001 had ze een gastrol als Marieke in Kees & Co, in de aflevering "Kijk nooit om".
Sindsdien is De Mildt voornamelijk actief in het nasynchronisatiecircuit. Ze leent haar stem uit aan diverse tekenfilms, waarvan Pokémon waarschijnlijk de bekendste is. Daar spreekt ze de stem in van Jessie van Team Rocket. Voor deze serie verzorgt zij eveneens de Nederlandse regie.

## Privé
De Mildt is getrouwd met componist-arrangeur Bert Stoots.

## Filmografie

### Films
- De avonden (1989) – Joosje
- De Johnsons (1992) – Verpleegster
- Flodder in Amerika! (1992) – stewardess
- Goede tijden, slechte tijden: De reünie (1998) – Sylvia Merx
- Süskind (2012) – Secretaresse

### Series
- Fien (1985) (1 aflevering)
- Goede tijden, slechte tijden (1993-1997) – Sylvia Merx (428 afleveringen)
- Niemand de deur uit! (1992) – Thera (1 aflevering)
- Kees & Co (2000) – Marieke Rozen (in de aflevering Kijk nooit om)

## Nasynchronisatie

### Als actrice
- Simsala Grimm (2000-2002) – Verschillende personages
- Spirited Away (2003) - Yūko (DVD release)
- Pokémon (2001-heden) – Jessie
- Piratenplaneet (2002) – Sarah
- Ratatouille (2007) - Overige stemmen
- Your Friend the Rat (2007) - Koningin
- Phineas en Ferb (2009-2015) – verschillende rollen, o.a. Poofenplotz en Charlene
- Toy Story 3 (2010) – Dolly
- Alice in Wonderland (2010) – Aunt Imogene
- Ninjago (2011-heden) – Misako
- The Muppets (2011) – Overige stemmen
- Maja de Bij (2013-heden) – Juffrouw Cassandra
- Skylanders: Trap Team (2014) – Golden Queen
- Up (2013) – Agent Edith
- Disney Infinity (2014-2015) – Carol Danvers / Captain Marvel, Maria Hill
- Skylanders Academy (2016) – Golden Queen
- The Lego Batman Movie (2017) – Poison Ivy
- Rapunzels wilde avontuur (2017-2020)[3] – Moeder Gothel, Knorrige Corrie en Adira
- Dumbo (2019) – Overige stemmen
- Toy Story 4 (2019) – Dolly
- Vorky stelt een vraag (2019) – Dolly
- What If...? (2021) – Topaz en Frigga
- Heartstopper (2022) – Sarah Nelson
- Strange World (2022) – Ro
- Pieter Post (2022-) – Mevrouw de Kok
- Once Upon a Studio (2023) – Mooiweertje
- IF (2024) – Oma
- Binnestebuiten 2 (2024) – Overige stemmen

### Als regisseur
- Lilo & Stitch (2002, in samenwerking met Arnold Gelderman)
- Piratenplaneet (2002)
- The Fairytaler (2003-2005)
- Lilo & Stitch 2: Stitch Has a Glitch (2005)
- Nanny McPhee (2005)
- Lilo & Stitch: The Series (2005-2006, seizoen 2)
- Bee Movie (2007)[4]
- Ratatouille (2007)
- Your Friend the Rat (2007)
- Enchanted (2007)
- De Aristokatten (2008)
- Bolt (2009)
- Up (2009)
- Phineas en Ferb (2009-2015, vanaf seizoen 2)
- Toy Story 3 (2010)
- Rapunzel (2010)
- Fantasia (jaar onbekend, tussen 2006 en 2010)[5]
- Phineas and Ferb the Movie: Dwars door de 2de dimensie (2011)
- The Muppets (2011)
- Rapunzel voor altijd (2012)
- Brave (2012)
- Mickey Mouse (2013-?)
- Frozen (2013)
- Muppets Most Wanted (2014)
- Frozen Fever (2015)
- Hotel Transylvania 2 (2015)[6]
- LEGO Disney Frozen Magie van het Noorderlicht (2016)
- Olaf's Frozen Adventure (2017)
- Ralph Breaks the Internet (2018)
- The Lion King (2019)
- Frozen II (2019)
- De Phineas en Ferb film: Candace tegen het heelal (2020)
- Het Verhaal van Olaf (2020)
- Soul (2020)
- Raya and the Last Dragon (2021)
- The D´Amelio Show (2021)[7]
- The Mitchells vs. the Machines (2021)
- Luca (2021)
- Olaf Presenteert (2021)
- Encanto (2021)
- Lightyear (2022)
- Cars on the Road (2022)
- Disenchanted (2022)
- Strange World (2022)
- The Little Mermaid (2023)
- Carl's Date (2023)
- Elemental (2023)
- Lego Disney Princess: Avontturen in het Kasteel (2023)
- Once Upon a Studio (2023)
- Wish (2023)
- IF (2024)
- Binnestebuiten 2 (2024)
- Spellbound (2024)
- Droom Producties (2024)
- Win or Lose (2025)

### Als vertaler
- The Fairytaler (2003-2005)
- Rapunzel (2010, liedjes, in samenwerking met Anne Mie Gils)
- Planes (2013)
- Frozen (2013, liedjes, in samenwerking met Hanneke van Bogget)
- Frozen Fever (2015, liedjes, in samenwerking met Hanneke van Bogget)
- Olaf's Frozen Adventure (2017, liedjes, in samenwerking met Hanneke van Bogget)
- Frozen II (2019, liedjes, in samenwerking met Hanneke van Bogget)
- De Geheime Dienst voor Magie (2021)
- The D'Amelio Show (2021)
- Encanto (2021, liedjes, in samenwerking met Hanneke van Bogget)